# Tibrandshögen
Tibrandshögen (Tibrandshøjen) på Rödön ved Rödösundet og Storsjön i Krokoms kommun i Jämtland er resterne af den middelalderlige borg Tibrandsholm.
Højen er opkaldt efter den, ifølge folkesagnet, onde og grådige danske borgfoged Tibrand som jämterne til sidst slog ihjel. Borgen blev revet ned omkring 1402 ifølge brev fra unionsdronningen Margrethe. Tibrand tilhørte formodenlig en gren af fetaljebrødrene som dronning Margrethe bekæmpede.
Omkring Tibrandshøjen findes også mange ældre fortidlevn fra bronzealderen, jernalderen og vikingetiden.
Under svenskekrigene i 1600-tallet var der soldaterlejr ved højen samt henrettelsesplads. 
I dag er hele området et  naturskønt friluftsområde og besøges af mange turister.